# Scopolamine
Scopolamine hay còn gọi là Hơi thở của quỷ hoặc Burundanga, là một loại ma túy hay mê dược có tác dụng gây mê.
Scopolamine là thuốc mê dạng nước cũng có thể được sử dụng như một chất gây mê trong một số trường hợp. Dạng nước của thuốc này thường được sử dụng để điều trị và ngăn ngừa bệnh say tàu xe, tuy nhiên nó cũng có thể được sử dụng với mục đích gây mê cho một số loại phẫu thuật hoặc xét nghiệm. Việc sử dụng Scopolamine là rất nguy hiểm nếu không được sử dụng chính xác hoặc trong số lượng quá lớn. Nó có thể gây ra các tác dụng phụ nghiêm trọng như hoa mắt, chóng mặt, mất cân bằng, rối loạn nhịp tim, và rối loạn tình dục. Do đó, việc sử dụng Scopolamine chỉ nên được thực hiện dưới sự giám sát của các chuyên gia y tế được đào tạo chuyên sâu.

## Sử dụng

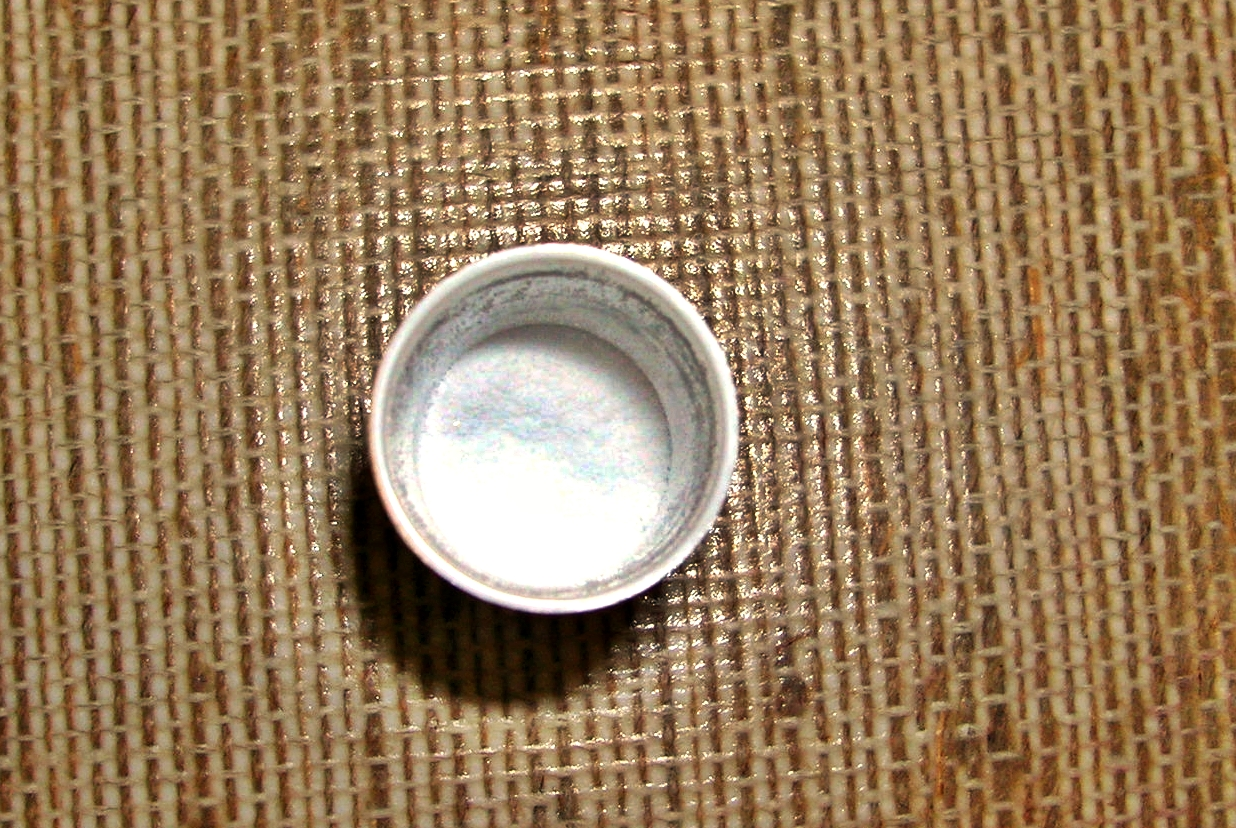
Thuốc ở dạng bột